# Jérémy Charvet
Jérémy Charvet, né à Annecy, est un acteur, chanteur et musicien français.

## Biographie

### Chanteur
En 2011, Jérémy Charvet commence sa carrière artistique en remplaçant Matthieu Chedid dans le rôle titre du Soldat rose. Il tournera de 2012 à 2014 avec ce spectacle lors d’une tournée théâtrale dans toute la France sous la direction artistique de Louis Chedid, mis en scène par Shirley & Dino. Il jouera notamment avec Juliette Faucon (Les Coquettes).
Durant la tournée du spectacle Le Soldat rose, il remporte un concours que Max Boublil organise pour offrir sa première partie à l'Olympia. Il foulera donc la scène de l’Olympia le 22 juin 2013 en guitare voix, pour un concert avec ses propres compositions.
En 2015, Jérémy Charvet participe à l'émission The Voice : La Plus Belle Voix, saison 4 dans laquelle il est retenu par le coach Mika. Il chantera en duo avec Camille Lellouche sur le titre de Bourvil C'était bien lors de la deuxième étape du télé-crochet.
Il intègre ensuite le spectacle Timéo, dans le rôle de Ben : le bad boy du show. Ce spectacle se jouera au Casino de Paris de septembre 2016 à janvier 2017. Ce rôle lui demandera un an de préparation pour maîtriser le roller acrobatique, afin d'être en mesure d'interpréter un numéro sur une rampe de 2 mètres de haut spécialement créée pour l’occasion.
En parallèle de sa préparation pour le spectacle Timéo, Jérémy Charvet se produit dans des salles de concert parisiennes et en province. Il se produit également lors de nombreuses premières parties d’artistes d’envergure comme Kendji Girac en 2015, Marina Kaye en 2018 ou encore Hélène Ségara en 2019 qui l’invitera en plus de toutes les premières parties de sa tournée, à chanter tous les soirs le célèbre duo Vivo per lei en duo avec elle.
En 2019, Jérémy Charvet chante à La Nuit de la déprime au Casino de Paris en duo avec Romane Serda aux côtés d’Ibrahim Maalouf qui parraine la soirée, présentée par Raphaël Mezrahi.
En 2021, Jérémy Charvet assure la premiere partie de Claudio Capeo .

### Acteur
En interprétant en 2013 le rôle secondaire masculin du court métrage La Race de fer, aux côtés de Liam Baty, Jérémy Charvet fait ses premiers pas en tant qu'acteur. Puis en 2015, il jouera également dans le long métrage indépendant Catherine ou les Atomes d'une fille paumée.
2016 marquera ses débuts à la télévision, lorsqu'il tournera dans un épisode de la série Scènes de ménages sur M6, aux côtés d’Audrey Lamy et Loup-Denis Elion.
Il intègre ensuite l’école de théâtre le Studio Pygmalion et perfectionne son jeu d’acteur pendant deux ans. En parallèle de sa formation, il apparaît dans d’autres séries télévisées comme Double je sur France 2 ou encore Profilage, Camping Paradis et Alice Nevers sur TF1.
Jérémy Charvet double également un des rôles principaux d’un épisode du dessin animé Abraca ou encore un rôle dans la série The Middle.
En 2019, Jérémy Charvet interprète le premier rôle de la pièce de théâtre Une vieille affaire qui se jouera en juin 2019 au théâtre El Duende.
En 2020, il apparaît dans un épisode de la série Le Bureau des légendes de Jacques Audiard, sur Canal+ et interprète le premier rôle masculin du film d’époque Star Child de Alex Guery  qui sera primé dans de nombreux festivals.
En 2021, Il tourne dans trois longs métrages et une série et il rejoint le jury du Festival Mamers en mars, festival de cinéma européen.
En 2023, il tourne dans le prochain long métrage de Jessica Palud, Maria aux côtés de Anamaria Vartolomei et Matt Dillon. 
Début 2024, il rejoint le casting de la série Plus belle la vie, encore plus belle sur TF1 dans le rôle d'un avocat nommé Ulysse Kepler.

## Filmographie

### Cinéma

#### Longs métrages
- 2015 : Catherine ou les Atomes d'une âme paumée d'Alix Veroneze : Thierry (second rôle masculin)
- 2018 : Qu'est-ce qu'on a encore fait au Bon Dieu ? de Philippe de Chauveron : Voisin de terrasse Nicole
- 2021 : Comme une actrice de Sébastien Bailly : Barman
- 2021 : La Brigade de Louis-Julien Petit : Homme Sécurité
- 2023 : Sexygénaires de Robin Sykes : Assistant casting
- 2024 : Maria de Jessica Palud : le pointeur

#### Court métrage
- 2013 : La Race de fer de Grégoire Clamart : Jérémie
- 2020 : Star Child de Alex Guery : Daniel (premier rôle masculin)

### Télévision
- 2014 : La Cuisine (téléfilm russe) : jeune Français
- 2016 : Scènes de ménages de Luc David : DJ Mariage
- 2018 : On va s'aimer un peu beaucoup de Julien Zidi : livreur de sushi
- 2018 : Double je de Laurent Dussaux : Paul Brodert
- 2018 : Profilage de Lionel Mougin : Hugo
- 2019 : Alice Nevers d'Elsa Bennett & Hippolyte Dard : journaliste
- 2019 : MarceL.Le, web-série d'Hélène Merlin : Marcel (rôle principal)
- 2019 : Camping Paradis de Philippe Proteau : François Verney (hôte principal)
- 2020 : Le Bureau des légendes (saison 5) de Jacques Audiard : Stéphane
- 2020 : Balthazar (Saison 3) de Vincent Jamain : Infirmier
- 2021 : SISBRO de Martin Darondeau : Fred
- 2024 : Plus belle la vie, encore plus belle (TF1) : Ulysse Kepler
- 2024 : La Guerre des trônes : La Véritable Histoire de l'Europe (Saison 8) : Jérôme Bonaparte

### Doublage
- 2017 : The Middle (série) : voix du voyant indien
- 2018 : Abraca : voix du prince Cendron
- 2018 : Spider-Man: New Generation : Voix additionelle

## Théâtre
- 2012-2014 : Le Soldat rose : le Soldat rose. Mise en scène de Shirley & Dino et direction artistique par Louis Chedid. Tournée dans toute la France et quinzaine parisienne au Théâtre de la Porte-Saint-Martin
- 2016-2017 : Timéo : Ben. Mise en scène d'Alex Goude, Casino de Paris
- 2018 :Memphis Show : Franklin. Mise en scène d'Alexis Meriaux, Théâtre de l’Europe, Lille
- 2019 : Une vieille affaire : Alex. Mise en scène de Fanny Chevalier, Théâtre El Duende